# Shozan Sakuma
Shozan Sakuma (japonès: 佐久間象山)  (prefectura de Nagano, 22 de març de 1811 - Kyoto, 12 d'agost de 1864) nascut com a Sakuma Kunitada, era fill d'un samurai i erudit Sakuma Ichigaku (佐久間 一学) i de la seva dona Arai Mann (荒井 まん), i nadiu de Shinshū (信州) (o província de Shinano Nagano a l'actualitat).

## Biografia
Als 23 anys va anar a Edo i durant 10 anys va estudiar l'aprenentatge del xinès (漢学). Després va començar a estudiar ciències occidentals ("rangaku") als 33 anys, amb l'ajuda de l'estudiós rangaku Kurokawa Ryōan (黒川良安). El 1844, va obtenir el "Huishoudelyk Woordboek", una traducció holandesa de l'enciclopèdia de Nöel Chomel, de la qual Sakuma va aprendre a fer vidre, i després imants, termòmetres, càmeres i telescopis. L'enciclopèdia va ser traduïda més tard al japonès per Utagawa Genshin sota el títol Kōsei shinpen (厚生新編).
El 1849, va conèixer l'electricitat, a través del llibre del científic holandès Van den Bergh, i va crear el primer telègraf del Japó, cinc anys abans de la introducció d'aquest telègraf pel comodor Perry el 1854. També va inventar màquines elèctriques derivades de l'Elekiter.
A partir de 1842, després d'una anàlisi de la derrota de la Xina contra Gran Bretanya a la Primera Guerra de l'Opi i la propagació de la influència occidental a Àsia, Sakuma va proposar activament la introducció de mètodes militars occidentals al Bakufu i l'establiment de la defensa marítima, a través del seu llibre Vuit polítiques per a la defensa del mar (海防八策, Kaibō hassaku). Després que el Bakufu ordenés traduccions al japonès de la Història militar de la dinastia Qing (聖武記, Shèngwu Ji) i del Tractat il·lustrat sobre els regnes marítims escrit per l'erudit xinès Wei Yuan (1794–1857), Sakuma va quedar sorprès per les similituds entre els seus idees en la defensa contra occident. La seva escriptura va portar certa fama, i es va convertir en el professor de diversos futurs líders de la modernització (Yoshida Shōin, Katsu Kaishū, Sakamoto Ryōma, Nakaoka Shintarō, Hashimoto Sanai, Katō Hiroyuki, Nishimura Shigeki, Yamamoto Kakuma).
El 1853, quan Yoshida Shōin va ser condemnat per intentar estibar-se en un dels vaixells de Perry, Sakuma també va ser condemnat per associació a arrest domiciliari (蟄居), que va suportar durant 9 anys. Durant la detenció, va continuar estudiant ciències occidentals i va desenvolupar diverses màquines elèctriques basades en l'Elekiter i la bateria Daniell, el primer sismòmetre del Japó, així com millores a les armes. Després del seu alliberament, Sakuma Shozan va destacar que l'única solució als conflictes del país era traslladar la cort imperial de Kyoto al castell de Hikone, i va continuar defensant l'obertura dels ports japonesos als comerciants estrangers, així com reforçar el Bakufu mitjançant la col·laboració amb l'administració imperial, (Kōbu gattai).

## Assassinat
El juliol de 1864, Shōzan i alguns dels seus servidors anaven camí a Kyoto a cavall. El cavall de Shōzan estava muntat amb una sella europea i posseïa una còpia del decret imperial sobre l'obertura dels ports del país al comerç exterior. Tenia la missió de reunir-se amb un membre de la família imperial per explicar les seves idees i demanar el permís de l'emperador Kōmei per obrir legalment els ports japonesos al comerç exterior. No va poder reunir-se amb el membre de la família imperial i va decidir tornar de la seva visita fallida.

El 12 d'agost de 1864, quan va arribar al districte de Sanjō-Kiyamachi de Kyoto, els seus servidors, a una distància considerable enrere i sense fer cap esforç per posar-lo al dia, no es van adonar que dos homes misteriosos el seguien a peu. Aviat Shōzan va ser emboscat i atacat per un petit grup d'assassins dels clans Higo i Oki a plena llum del dia. Shōzan va caure del seu cavall i va sagnar abundantment per l'atac, amb els assassins que s'hi van acostar amb les espases desenfundades. Shōzan va ser assassinat per un dels assassins, un hitokiri anomenat Kawakami Gensai, que li va donar un cop mortal. Després de la seva mort, els assassins van fugir immediatament del lloc abans que arribessin els seus criats. Més tard es va trobar que en Shōzan tenia tretze ferides infligides pels assassins.
Poc després de l'incident, a Tenryu-ji, Kyoto, Kawakami Gensai va dir als seus confederats: "Va ser la primera vegada que realment vaig sentir que havia matat algú; els cabells del meu cap es van posar de punta perquè era l'home més gran de tots els temps.".
L'endemà de la mort de Shōzan, es va col·locar un cartell a la porta principal del santuari Gion explicant el motiu de l'assassinat:
"Shōzan va defensar els estudis europeus i va maniobrar per l'obertura dels ports al comerç. Això sol no es podia ignorar. A més, en conspiració amb els vils clans Aizu i Hikone, va intentar traslladar l'emperador a Hikone. Com que era un traïdor malvat i odiós, li vam infligir un càstig just."
— Lleialistes imperials.